# 한미일 삼자 협정
한미일 삼자 협정(韓美日三者協定), 한미일 3국 협정(韓美日三國協定) 또는 캠프 데이비드 선언 (JAROKUS)은 2023년 8월 18일 미국 캠프 데이비드에서 발표된 대한민국, 미국, 일본 간의 안보 협정이다. 이 협정은 3국이 일련의 합의을 마련한 것으로, 쿼드 플러스 및 오커스와 함께 미국이 주도하는 국제 안보 동맹 중 하나로 간주된다.

## 상세
대한민국에 있어서 미국과 일본에 대한 협력은 주로 양자 협정을 바탕으로 실시되어왔다. 그러나 지정학적 위기, 기후변화, 러시아-우크라이나 전쟁 등 국제사회 내 안보 위협과 갈등이 심화되면서 대한민국, 일본 그리고 미국 다자 간 협력의 필요성이 모색되었다. 다자 협력의 필요성이 대두되는 가운데, 미국과 일본은 한국에게 지속적으로 다자 협력을 할 것을 요구하였다. 윤석열 정부 이전까지는 이러한 다자 협력에 느슨한 수준에 머물렀으나, 윤 정부 출범 이후 한미일 협력에 대한 시동을 걸었다. 2023년 8월, 윤석열 대통령은 바이든 대통령, 그리고 기시다 총리와 함께 정상회담을 갖는데 합의하였다. 
한미일 정상은 캠프 데이비드에서 다음과 같은 분야에 합의하였다.
1. 고위급 삼자 협의
2. 안보협력 강화
3. 인도∙태평양 지역 협력 확대
4. 경제 및 기술 협력 심화
5. 글로벌 보건 및 인적 협력 확대

5가지 의제 합의를 통해서 3국은 캠프 데이비드 원칙을 도출하고, 공동의 가치와 규범에 기반해 한반도, 아세안, 그리고 태도국을 포함한 인태지역과 전 세계의 평화와 번영을 위한 협력을 강화해 나가자는 원칙을 천명하였다. 또한 경제규범, 첨단기술, 기후변화, 개발, 비확산과 같은 글로벌 이슈에도 공동 대응한다는 내용도 포함하였다.

## 같이 보기
- 쿼드
- 오커스
- 중국봉쇄정책